# LGM-118A Peacekeeper
El LGM-118A Peacekeeper, usualmente conocido en el ambiente militar como MX, fue un misil desarrollado y usado por Estados Unidos desde 1986. Se desplegaron un total de cincuenta en el país. Bajo el tratado START II se debían desguazar todos estos misiles para finales de 2005, dejando solo en servicio los LGM-30 Minuteman dentro del arsenal de Estados Unidos. El último misil de esta clase fue retirado el 19 de septiembre de 2005.
El Peacekeeper era un misil con múltiples cabezas MIRV que podía llevar diez ojivas nucleares de 300 kilotones del tipo W87 (veinte veces la arrojada sobre Hiroshima).

## Desarrollo y despliegue

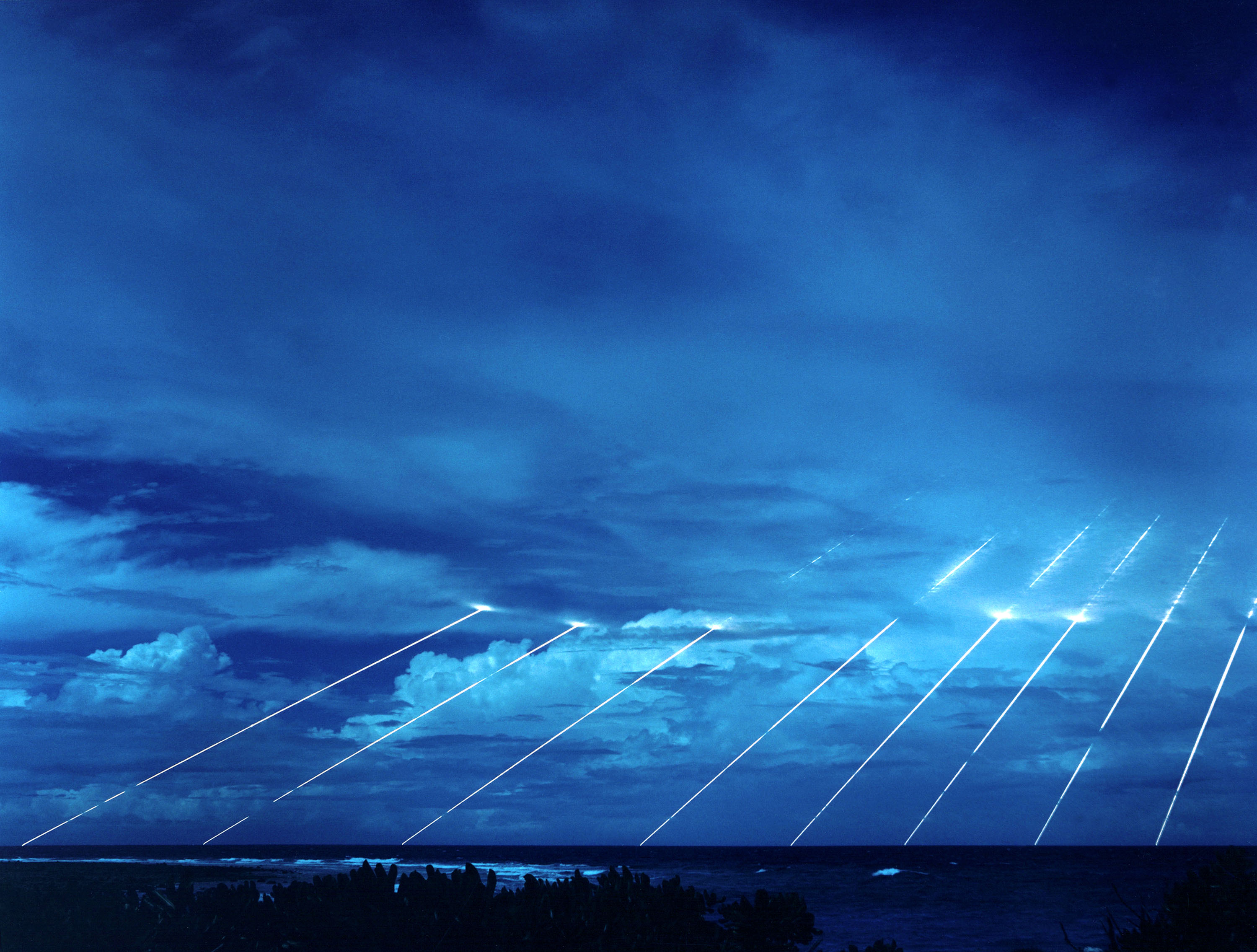
MIRV haciendo impacto en el Pacífico

Fue desarrollado para abatir blancos muy difíciles y como arma de disuasión. Estaba dirigido a atacar silos enemigos con capacidad de primer ataque, por eso requería de una gran precisión y grado de supervivencia superior a la de los Minuteman III. Sus blancos seleccionados eran los misiles soviéticos SS-18, que antes eran apuntados por misiles Minuteman.
Su desarrollo comenzó en 1972 bajo el esquema de MX. El programa fue autorizado por la administración de Carter en 1979, el cual consistía en misiles en silos y transportados por tren. Durante la administración de Reagan se propuso un tipo de silo más reforzado que pudiera soportar una presión de 690 bares. Diferentes problemas provocaron que el Congreso volviera a cancelar la versión silos. Ya después hasta 1983 se accedió a desplegar cien de los nuevos MX dentro de los silos de los Minuteman y retirar en su totalidad los vetustos Titan II.
La designación oficial que se le dio al MX fue la de LGM-118A Peacekeeper. Se disparó por primera vez el 17 de junio de 1983 desde la base Vandenberg, en California, y viajó 7800 km para impactar un blanco en el Pacífico. Se desplegó la primera unidad en diciembre de 1986 en Wyoming, dentro de un silo modificado de Minuteman.
El Congreso volvió a cancelar el despliegue de cien de estos, debido a la dificultad de los mismos en soportar ataques soviéticos, y se accedió a desplegar solo cincuenta hasta que se desarrollara un plan que les diera mayor supervivencia. Esto sería resuelto desplegándolos en trenes (25) cada uno con dos misiles. Este plan estaría listo para 1992, pero recortes de presupuesto y el cambio del escenario internacional dieron como resultado la cancelación total del proyecto.
El proyecto costó 20 000 millones de dólares hasta 1998 y produjo ciento catorce misiles con un costo de operación de 400 millones cada uno; el costo por misil al retirar el proyecto fue de entre 20 a 70 millones.
Se retiraron del servicio gradualmente, en 2003, diecisiete, para 2004 dejar solo veintinueve en estado de alerta, en 2005 solo quedaban diez. El último misil fue retirado el 19 de septiembre de 2005. Se planea convertir los cohetes para ser usados como plataformas de lanzamiento de diferentes tipos de satélites, y sus cabezas nucleares serán puestas en misiles Minuteman III.